# Bítovany
Bítovany è un comune della Repubblica Ceca facente parte del distretto di Chrudim, nella regione di Pardubice.

## Storia
Il borgo venne fondato probabilmente intorno al XII secolo, ed i primi abitanti erano sicuramente feudatati del castello di Bitov, appartenente alla casata boema dei Přemislidi. La prima testimonianza documentata dell'esistenza del borgo risale al 1347, in un elenco inventariale dove è citato il suo feudatario. In un documento successivo viene citata la Chiesa di San Bartolomeo, originariamente in stile gotico, successivamente modificata in stile barocco. L'ultima modifica all'edificio venne fatta nel 1881 dall'architetto František Schmoranz; di particolare interesse è la presenza nell'altare di affreschi che narrano la storia delle vicine miniere di Lukavice.